# Bianor paulyi
Bianor paulyi là một loài nhện trong họ Salticidae.
Loài này thuộc chi Bianor. Bianor paulyi được Dmitri Viktorovich Logunov miêu tả năm 2009.